# Jurij Sëmin
Jurij Pavlovič Sëmin (in russo Юрий Павлович Сёмин?, traslitterazione anglosassone: Yuri Semin o anche Syomin; Orenburg, 11 maggio 1947) è un ex calciatore e allenatore di calcio sovietico e dal 1991 russo, di ruolo centrocampista e attaccante.

## Biografia
Ha ricoperto la carica di generale di corpo d'armata dell'esercito sovietico.

## Carriera
Ha passato prevalentemente la carriera alla Lokomotiv Mosca come allenatore dove ha raggiunto degli ottimi risultati.

## Palmarès

### Giocatore
- Coppa dell'URSS: 1

Dinamo Mosca: 1970

### Allenatore
- Coppa di Russia: 6  (record)

Lokomotiv Mosca: 1995-1996, 1996-1997, 1999-2000, 2000-2001, 2016-2017, 2018-2019
- Campionato russo: 3

Lokomotiv Mosca: 2002, 2004, 2017-2018
- Supercoppa di Russia: 3

Lokomotiv Mosca: 2003, 2005, 2019
- Campionato ucraino: 1

Dinamo Kiev: 2008-2009
- Supercoppa d'Ucraina: 1

Dinamo Kiev: 2011